# Castillo de Jimena (Jaén)

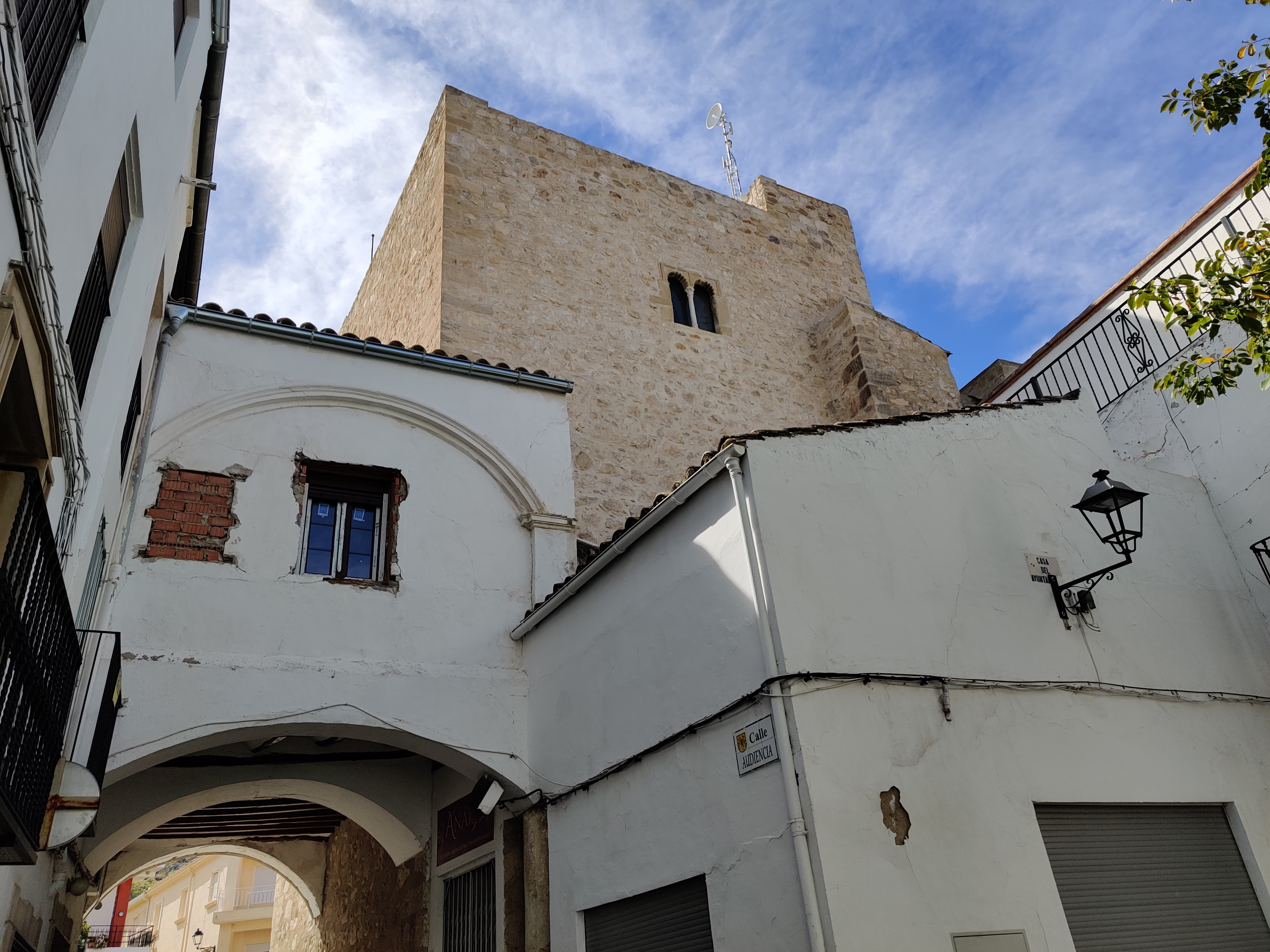
Lado oriental

La Casa Castillo de Jimena se encuentra situada en el extremo Noroeste del núcleo urbano de Jimena, provincia de Jaén, sobre una elevación rocosa, la Peña Bermeja, que configura el límite occidental del centro histórico de la población.

## Descripción
El edificio es el resultado de la suma de una serie de construcciones durante un proceso histórico a lo largo del cual el castillo medieval se va adaptando a las necesidades funcionales de una vivienda, hasta adquirir la doble naturaleza de Casa y Castillo que presenta en la actualidad. Aprovechando las estructuras de un recinto defensivo de época medieval, del que se conservan varios lienzos de muralla, la Torre del Homenaje y el Cuerpo de Guardia, se construyen a partir de época moderna y hasta época contemporánea una serie de cuerpos edificados que configuran una tipología de casa-patio unifamiliar de carácter señorial.
En general, el proceso de reutilización de las estructuras medievales consiste en el adosamiento a los lienzos de muralla, en un primer momento al interior y en una segunda fase al exterior, de una serie de volúmenes construidos que generan crujías cubiertas y divididas en dos o tres alturas, en las que se distribuyen las dependencias de la vivienda. El aspecto y volúmenes del edificio en la actualidad están condicionados, por tanto, y especialmente al exterior, por las estructuras de la vivienda que literalmente forran los restos del recinto medieval, con excepción de la Torre del Homenaje, que permanece exenta en altura, siendo visible desde el entorno inmediato.

## Historia
En la intervención arqueológica de apoyo a la restauración en la Casa Castillo de Jimena, realizada entre mayo de 1998 y junio de 1999, se han documentado las siguientes fases de ocupación, por lo que respecta al castillo:
- Primera Fase Islámica. De ella se han identificado dos lienzos de muralla de mampostería y tapial, pertenecientes a sendos laterales de un recinto fortificado. La topografía del espolón rocoso sobre el que se asientan y el trazado y volúmenes de las estructuras pertenecientes a fases posteriores permiten suponer que el recinto, de mediano tamaño, tuvo una planta cuadrangular delimitada por cuatro grandes lienzos murados. La documentación del mismo tipo de fábrica de tapial en el nivel superior del denominado Cuerpo de Guardia, levantado en época cristiana, permite suponer que este primer recinto defensivo musulmán contó posiblemente con una estructura de torreón en este mismo punto del ángulo Sureste, que después sería reforzado y ampliado mediante la incorporación de la Torre del Homenaje y dicho Cuerpo de Guardia.

En cuanto a los lienzos de muralla, se conservan dos de una fábrica de mampostería y tapial, con una longitud de 19,40 metros el lienzo Este, y de 12,20 metros el lienzo Norte. Su grosor es de 1,50 metros. Están dispuestos en ángulo recto, configurando dos de los laterales del primer recinto medieval. También se ha documentado el fragmento de un tercer lienzo (el lienzo Oeste), perteneciente a otra esquina, de 2,90 metros de longitud y construido en mampostería. El aparejo de los lienzos mayores es mixto de mampostería en la base y en las esquinas, y tapial en el resto de los alzados, levantado directamente sobre el sustrato geológico, y adaptándose a las distintas cotas de nivel de éste. En cuanto al fragmento de lienzo del ángulo Noroeste, presenta un tipo de fábrica en todo su alzado de las mismas características que el resto de las partes construidas en mampostería. En su cara interna se ha documentado la huella del nivel del suelo del adarve que probablemente debió recorrer la parte superior de todos los lienzos murados, así como el remate del mismo construido con sillarejos, siendo posible que el tramo visible corresponda a un merlón. El relleno interno de este lienzo, por debajo del nivel de adarve, fue desmontado en una fase posterior, reutilizando este espacio para la construcción de parte de los peldaños de una escalera de conexión entre las dos plantas de la vivienda incorporada al castillo medieval, que a su vez fueron desmontados reutilizando el hueco como alacena.
- Primera Fase Cristiana: Tras la conquista cristiana, se construyen a partir del siglo XIV la Torre del Homenaje y el Cuerpo de Guardia, adosados al ángulo Sureste del primitivo castillo, forrando en el caso del Cuerpo de Guardia, con la nueva fábrica, parte de una estructura de hormigón de arena y cal, perteneciente probablemente a un torreón de fase islámica o a uno de los ángulos del recinto murado. El enorme grosor de los muros de la Torre del Homenaje y la constatación de que en la planta baja de la misma se localiza una estructura de aljibe, podrían ser indicativos de que tal vez la Torre de fábrica cristiana también se construyera forrando estructuras de época islámica, extremo éste no confirmado en la excavación.

En cuanto al flanco Oeste del castillo, no se conservan estructuras pertenecientes a ninguna de estas dos primeras fases de ocupación, ni relleno arqueológico que permita efectuar una lectura exacta de su trazado, encontrándose el sustrato rocoso inmediatamente por debajo de las solerías de época contemporánea. Por el momento solo es posible efectuar una aproximación hipotética del trazado original en función a los volúmenes y alineaciones seguidas en épocas posteriores para la construcción de la Crujía Oeste de la vivienda.
La Torre del Homenaje tiene planta cuadrada (9 metros de lado y 20 de alzado), y está construida en mampostería regular con las esquinas reforzadas mediante sillares dispuestos a soga y tizón. Al interior, se organiza en tres plantas.
La planta baja está incorporada en la actualidad a la fábrica de aceite colindante con el Castillo, y sólo tiene acceso desde la bodega de ésta. De planta cuadrada y cubierta con bóveda de cañón, probablemente de ladrillo, se identifica con una estructura de aljibe. Se conserva la huella de un acceso interno que comunica con la primera planta y un hueco cegado en la cara Norte que comunicó en un momento desconocido con el nivel de calle.
La planta primera tiene estructura octogonal cubierta por una bóveda gallonada decorada con ocho nervios acanalados de yesería, que se sustentan en otras tantas semicolumnas adosadas construidas en ladrillo semicircular. Las semicolumnas apoyan en basas de piedra tallada y decorada con una pequeña bola en cada ángulo, y se rematan mediante capiteles decorados con talla en bajorrelieve de palmetas y otros motivos vegetales. En algunos sectores de los paramentos, y bajo varias capas de enlucidos de cal, se observan restos de pintura mural que representan una escena naval, adscribibles a época contemporánea, probablemente a finales del siglo pasado o principios del presente. Debajo de este nivel y al menos de tres enlucidos de yeso, se observan varios fragmentos de restos de pintura mural realizada sobre lo que parece ser un mortero original, estrato que descansa directamente sobre la mampostería de los paramentos. En tonos negro y rojo se aprecian algunas representaciones de figuras humanas y ramas muy esquematizadas. En algunos fragmentos de las semicolumnas se observan también restos de pintura, con los mismos colores aplicados de forma alterna en cada ladrillo. Cada uno de los lienzos de muro tiene una saetera abocinada: la Sur fue remodelada como puerta al balcón-terraza incorporado durante la construcción de la vivienda contemporánea y las Este y Oeste, cegadas y reutilizadas como alacenas.
La planta segunda presenta un esquema espacial y formal similar a la anterior, si bien no se conserva la bóveda original ni las columnas adosadas, desaparecidas en un momento sin precisar. Del conjunto de elementos decorativos sólo se conservan los capiteles, también de piedra tallada con decoración vegetal. Esta planta sólo presenta dos saeteras, en el lienzo Oeste y en el Norte. Esta última fue remodelada en un momento indeterminado como ventana decorada con un par de arquitos polilobulados y parteluz, hoy desaparecido.
Cuerpo de Guardia: Se trata de una construcción rectangular que funciona como antesala de acceso a la Torre del Homenaje, y que se adosa al lienzo de muralla Este de fase islámica. La cimentación es de mampostería careada irregular mientras que el alzado, documentado en la cara externa Norte, presenta fábrica de mampostería irregular alternando con verdugadas de ladrillo de una hilada colocados en su mayor parte a soga. Se organiza espacialmente en dos plantas, repitiendo la superior el mismo esquema que la baja. Ambas están cubiertas con bóveda de cañón de ladrillo.
El acceso original desde el patio de armas se efectuaba por una puerta con dintel y jambas de sillería decorada con un par de ménsulas simples en la línea de imposta. En cuanto al acceso a la planta segunda, tanto de esta sala como de la torre, en la actualidad se realiza por las dos puertas abiertas posteriormente para conexión con la planta primera de las crujías de la vivienda, no habiéndose documentado hasta el momento el acceso original de época medieval, localizado probablemente en el grueso interno de uno de los muros de la Torre.
- Segunda Fase Cristiana: en ella se construyó la Torre del Alcaide. Con este nombre, al parecer acuñado por el cronista D. Mariano Sanz en virtud a un documento del siglo XVIII por él analizado en un archivo privado de Madrid, se designa la estructura muy fragmentada que se conserva en el ángulo Suroeste del Castillo. Está formada por dos lienzos de muro de mampostería concertada dispuesta en hiladas regulares en su cara externa y la esquina de encuentro entre ambos, reforzada con sillares dispuestos a soga y tizón (dos por hilada). El lienzo Oeste es visible desde el exterior, mientras que el Sur queda oculto por la construcción medianera con el Castillo de la fábrica de aceite. La construcción se levanta cimentada directamente sobre la roca, y tras efectuar la limpieza de la base externa, tan sólo se ha podido documentar alguna piedra de la hilada inferior, que al igual que el alzado seccionado presentan una dirección Sur-Norte. La caracterización de estos restos no permite, por tanto, relacionarlos con una estructura de torre de planta cuadrangular más o menos definida y con alguna de sus caras exenta. Por otra parte, la morfología y disposición de su aparejo difieren, tanto de las de la Torre del Homenaje como del resto de estructuras de mampostería del Castillo.

La conexión entre este extremo y el Cuerpo de Guardia está formada por una sucesión de paramentos sometidos a numerosas reestructuraciones y añadidos, con uso de distintos materiales, que no han podido ser documentados en todo su trazado estableciendo una secuencia evolutiva completa, y cuyo estudio se ve afectado por el hecho de que todo este sector constituye medianera con la fábrica de aceite colindante.
Los arqueólogos encargados del estudio del monumento sugieren como hipótesis que parte del cerramiento Sur conservado, y los lienzos de la denominada Torre del Alcaide pertenezcan a una segunda fase constructiva de época cristiana, de un sector de las defensas como consecuencia de su pérdida o deterioro, adscribible a fines del siglo XV.
En cuanto al cerramiento del recinto defensivo por su flanco Oeste, no se conserva ningún resto de construcción original o relleno que permita efectuar una lectura exacta de su trazado, encontrándose el sustrato rocoso inmediatamente debajo de los pavimentos de la vivienda contemporánea.

### Casa-castillo
Bajo esta denominación se engloban todas las estructuras que se adosan e incorporan a las preexistentes del castillo medieval, con un claro carácter funcional de vivienda, hasta configurar el actual aspecto del edificio. La lectura evolutiva de la vivienda en tanto o más compleja que la del propio castillo, pues la gran superposición de elementos y materiales constructivos denotan una gran actividad de fábrica relacionada con pequeñas fases de remodelaciones parciales del inmueble, a veces en un período corto de tiempo (modificaciones en los vanos, tabiquería, solerías, revocos y enlucidos). La práctica inexistencia de materiales arqueológicos motivó que los arqueólogos encargados del estudio realizaran el análisis y la interpretación de la evolución del edificio a través de la caracterización de los elementos constructivos: morfología, materiales y técnicas constructivas, y modificaciones de los elementos estructurales y acabados.
Se diferencian tres grandes fases que suponen la incorporación de nueva planta y/o alteraciones de elementos constructivos estructurales.
- Primera fase: En la que se lleva a cabo la remodelación estructural del castillo medieval para su adaptación como vivienda, construyéndose los volúmenes localizados al interior del recinto murado, ocupando gran parte del espacio abierto del patio de armas original. Mediante la disposición de muros de carga paralelos a las caras internas de los lienzos de muralla que a su vez son reutilizados también como muros de carga, se generan una serie de crujías en las que se distribuirían las distintas estancias de la vivienda articulada en torno a un patio central, a partir de este momento, de dimensiones más reducidas.

Para la implantación de los nuevos muros de carga se procedió a una explanación del interior del recinto medieval, picando el sustrato sobre el que éste se cimenta, con el objetivo de conseguir espacio útil en profundidad en determinados puntos, cuadrar la orientación de las crujías y a la vez utilizar el material extraído como mampuestos para la construcción de la base de las nuevas estructuras. Esta acción de vaciado interno del edificio, que en algunos casos llega a una profundidad de 1,70 metros por debajo del nivel de cimentación sobre la roca de las estructuras del recinto defensivo, supone la desaparición de todos los niveles originales de suelo de época medieval y la consiguiente ausencia de restos materiales correspondientes a esta fase histórica.
El análisis de las cotas de los niveles en los que el sustrato rocoso aparece picado en relación con la caracterización y orientación de los muros de carga parece indicar que toda esta actividad constructiva se hizo en un mismo momento. Los muros de carga se cimientan directamente sobre la roca y se levantan con una base de mampostería y resto del alzado en tapial, encontrándose en todos los casos su morfología original muy alterada por remodelaciones y parcheados con otros materiales de fases posteriores.
Tres de las crujías (Norte Acceso, Sur Patio y Este Patio) estuvieron divididas en dos alturas y en el caso de la última en tres, habiéndose documentado la existencia de una planta sótano excavada en la roca, utilizando en todos los casos los lienzos de muralla medievales para la incorporación de forjados de rollizos de madera. En cuanto a la Crujía Oeste, que en la actualidad presenta una sola planta, la caracterización de materiales del muro de carga interno y su orientación hacen suponer que la disposición en planta corresponda a esta primera fase, aunque la mayor parte de su aspecto actual responda a remodelaciones sustanciales en periodos posteriores.
En virtud a la técnica constructiva empleada para las construcciones de este momento y a los escasos materiales arqueológicos documentados (fragmentos de cuencos vidriados en verde, melado y amarillo, tazones esmaltados en blanco y cántaros con decoración de manchones en manganeso), cronológicamente esta fase es adscribible al siglo XVI, momento en el que el inmueble pasa a ser propiedad de Francisco de los Cobos.
- Segunda fase: Durante la segunda fase de reutilización del inmueble como vivienda, el proceso de ampliación continúa mediante la incorporación de las dos crujías adosadas al exterior de los lienzos de muralla Este y Norte, ambas divididas en dos y tres alturas respectivamente. En la Crujía Este se conserva el alzado original del muro de carga dispuesto en paralelo al lienzo de muralla, construido a base de cajones de tapial. Ambas crujías se remataron con cubierta de palos de madera y teja árabe a un agua vertiendo al exterior.

Probablemente correspondan también a este momento varias remodelaciones documentadas en el interior del edificio. En la Crujía Este se elimina la planta del sótano, en favor de la nueva planta semisótano construida en la crujía Norte, utilizada como cantina para almacenamiento de tinajas de aceite; también se incorporan dos muros de carga transversales de tapial, y se eleva el forjado entre la planta baja y la primera, y de la cubierta a un agua vertiendo al patio. Probablemente también se produce el estrechamiento de la Crujía Norte Acceso y la modificación del emplazamiento de la caja de escalera de acceso a la primera planta, situándola donde se encuentra en la actualidad. Se abren vanos en los lienzos de muralla para permitir la comunicación entre las crujías internas y las construidas al exterior de estos. La identificación de dos tipologías diferentes de vanos hace suponer que durante esta fase se abrieran los vanos que presentan uno de sus laterales abocinados, e incluso que respondan a una ampliación como puertas, de ventanas abiertas en la fase anterior. En la misma línea se abrirá ahora el balcón-terraza adosado al exterior de la cara sur de la Torre del Homenaje.
En cuanto a la distribución funcional de los distintos espacios, se sabe que la Crujía Este estuvo destinada a cuadra en planta baja y cámara para el almacenamiento de grano en planta primera, y que la planta semisótano de la Crujía Norte se destinó a cantina de almacenamiento de aceite. Todos los espacios bajocubierta de la planta primera debieron estar destinados, por su tipología, a cámaras de almacenamiento, mientras que en la planta baja se encontrarían los dormitorios y principales estancias de la vivienda, sin que se pueda concretar más su localización exacta.
Cronológicamente, esta fase es adscribible a los siglos XVIII-XIX, momento en el que la vivienda responde claramente a una tipología de casa urbana vinculada a la explotación agrícola de medianos y grandes propietarios, y en la que aunque es evidente el carácter emblemático y simbólico de ocupación del Castillo medieval, todavía predomina lo funcional.
- Tercera fase: Durante este período, fechable a partir de 1910, se consolida la construcción de todos los volúmenes que el edificio presenta en la actualidad. Es a principios de siglo cuando se construyen los últimos adosamientos a las estructuras medievales: crujía Sur medianera con la fábrica de aceite colindante, ampliación y elevación de la cubierta de la Crujía Noroeste, así como de la terraza y escaleras de acceso al huerto-corral situado en el flanco Oeste del edificio, en la base del talud rocoso sobre el que se asienta. En este momento, también se abre, horadando la fábrica de tapial y mampostería preexistente, la serie de cuatro arcos de medio punto en el muro de carga que da al patio de la Crujía Oeste.

No obstante, lo más significativo de esta fase parece ser la ejecución de toda una serie de acabados y elementos ornamentales, muchos de ellos hoy desaparecidos, que inciden en el afán de imprimir a la construcción un carácter mucho más señorial: apertura de nuevos vanos y ampliación de los ya existentes, configurando la composición de la fachada actual, con ventanas-balcón abocinadas al interior y molduradas con yeso. Ampliación de la portada de acceso adintelada por arco de medio punto flanqueado por pilastras adosadas de yeso, y recolocación de los dos escudos de la familia Cobos-Camarasa. Sustitución de la rampa empedrada que salvaba el desnivel existente entre la calle y la entrada al edificio por escalera central a eje. Ampliación de huecos en las fachadas de las crujías exteriores en favor de la construcción de balcones. Ampliación y/o apertura de puertas abovedadas excavadas en los lienzos de muralla y de alacenas. Incorporación de solería de baldosa hidráulica con decoración polícroma en planta baja. Incorporación de molduras de yeso policromadas en los falsos techos de algunas de las habitaciones de la planta baja, y colocación de apliques de yeso con bajorrelieve decorado con una torre y flor, procedentes de la antigua ermita de Cánava, demolida en 1900.
En definitiva, esta fase de ocupación del edificio representa un modelo acorde con los gustos, modas y posición de sus propietarios, la familia Torres Calatrava, representantes de una burguesía acaudalada en virtud a las rentas agrícolas, que ya empezaba a despuntar a fines del siglo pasado y que se consolida durante las dos primeras décadas del presente, y que de alguna manera viene a rememorar simbólica e ideológicamente la ocupación del espacio señorial original y más emblemático de la población.

### Intervenciones recientes
A partir de la segunda mitad del siglo XX, se han llevado a cabo numerosas intervenciones producto en la mayoría de los casos de actividades de mantenimiento habituales en un edificio de estas características, tales como reparación de cubiertas y forjados, parcheados de muros, sustitución de tabiquería y solerías, y adecuación de instalaciones y saneamientos. Las intervenciones que han tenido carácter estructural, condicionando la morfología del edificio son dos.
En primer lugar, la llevada a cabo en 1963. Con motivo de la ampliación de la calle Audiencia, realizada a iniciativa del Ayuntamiento, se sustituyó la escalera de la portada principal, por el acceso existente en la actualidad, configurado por una escalera de un tramo que desemboca en una lonja aterrazada construida sobre un muro ataluzado de mampostería ordinaria tomada con mortero de cemento.
En segundo lugar, en 1973 y con motivo de la caída de un rayo sobre la Torre del Homenaje, se sustituye la cubierta de teja árabe a cuatro aguas por la cubierta plana transitable que presenta en la actualidad, construida sobre forjado de viguetas autorresistentes. En ese mismo momento, se efectúa el recrecido de 1 metro en mampostería del alzado de la Torre y el remate de la caja de escalera de acceso a la cubierta-terraza. Durante la misma intervención se produce la sustitución de la cubierta a un agua de la Crujía Este por cubierta plana transitable, el recrecido de los lienzos de muralla con fábrica de ladrillo de 1 metro de altura y la elevación y sustitución de las cubiertas de teja árabe por las de fibrocemento que presenta el edificio actualmente.
En 1995, el inmueble fue adquirido por el Ayuntamiento de Jimena y sometido a un proyecto de remodelación.